# Agrarisch landschap van Zuid-Öland
Het Agrarisch landschap van Zuid-Öland (Zweeds: Södra Ölands odlingslandskap) is een van de veertien werelderfgoederen op de Werelderfgoedlijst van de UNESCO in Zweden en is opgenomen op deze lijst in 2000, het is een cultuurerfgoed. Het eiland Öland is het op drie na grootste eiland in de Oostzee.

## Kenmerken

### Algemeen
Het zuidelijke deel bevat één derde van het eiland en wordt gedomineerd door een groot kalkstenen plateau. Het bevat akkers, weide, dorpen, vluchtheuvels en beekjes. Mensen wonen hier al 5000 jaren sinds de steentijd en hebben hun manier van leven aangepast aan de fysische beperkingen van dit eiland. Hierdoor is het landschap uniek, met een grote hoeveelheid aan tekenen van het leven in de prehistorische tijd tot heden, waarbij het gebruik van het land echter nauwelijks is veranderd.
Door de opdeling van het landschap zijn langgetrokken "lijndorpen" ontstaan. De kalksteen van het eiland is gebruikt voor de stenen muren om de weiden en akkers.
Er zijn veel tekens vanuit de verschillende tijdperken: grafmonumenten uit de steentijd, grafheuvels uit de bronstijd, prehistorische forten en huisfunderingen, stenen afgrenzingen van akkers en grote kerkhoven uit de ijzertijd.

### Werelderfgoed
De helft van het werelderfgoed bestaat uit heide. Deze heide bestaat uit een dunne laag aarde. Hierdoor kan er extreme droogte optreden en ook overstromingen. Dit heeft een unieke flora laten ontstaan. De vlakke aan de kust gelegen weiden zijn aantrekkelijk voor vogels.
De criteria voor opname in het Werelderfgoed waren:
- Criterium IV: Het landschap is gevormd door de lange culturele geschiedenis, aangepast aan de fysische beperkingen door de geologie en topografie van het eiland.
- Criterium V: Zuid Öland is een uitstekend voorbeeld voor menselijke bewoning, die optimaal gebruikmaakt van de verschillende landschappelijke types op een eiland.